# 1-Eicosen
1-Eicosen ist ein aliphatischer, ungesättigter Kohlenwasserstoff aus der Gruppe der Alkene.

## Vorkommen
1-Eicosen wurde in Tabak und Tabakrauch nachgewiesen. Die Verbindung konnte auch in Extrakten der Blätter von Baphia nitida nachgewiesen werden.

## Eigenschaften
1-Eicosen ist ein weißer Feststoff, der löslich in Chloroform und Benzol ist. Wie alle Olefine ist auch 1-Eicosen unpolar und wasserunlöslich.

## Verwendung
1-Eicosen wird als Zwischenprodukt zur Herstellung von biologisch abbaubaren Tensiden und Industriechemikalien verwendet. 1-Eicosen kann für die Herstellung von Nonadecansäure verwendet werden, dabei wird 1-Eicosen durch Kaliumpermanganat oxidiert.